# Tumanski RD-9

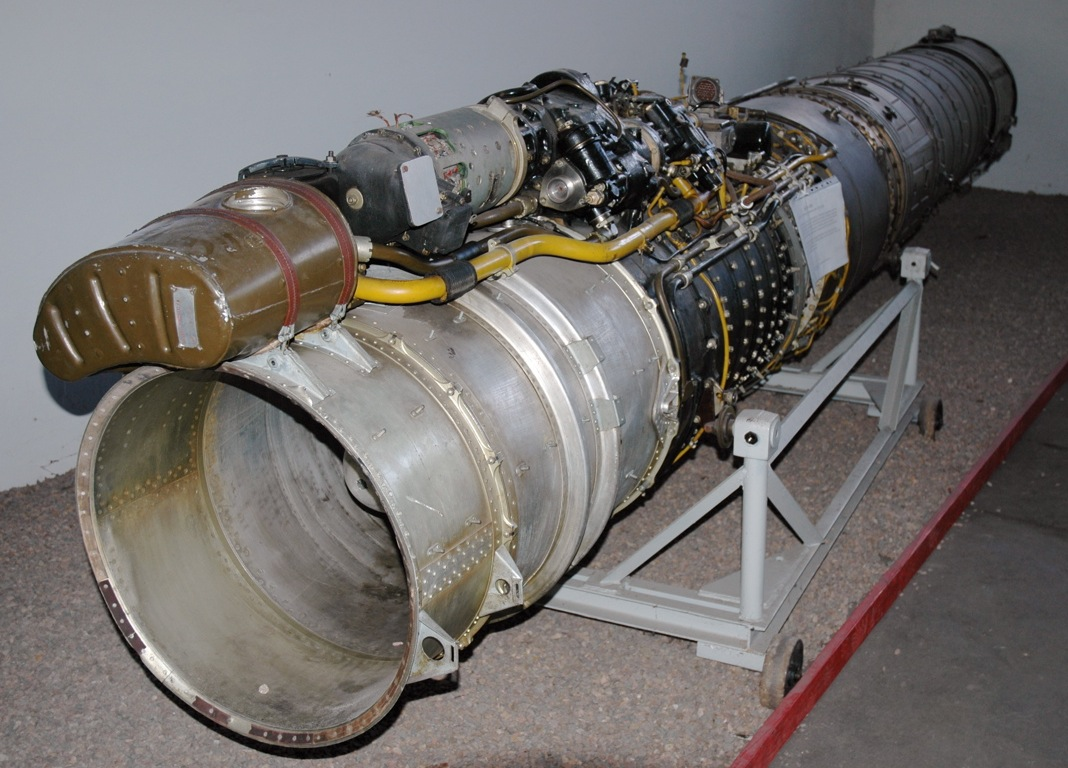
Tumanski RD-9B

Das Tumanski RD-9 (ursprünglich bis 1956 Mikulin AM-9) war ein Einwellen-Turbojet-Luftstrahltriebwerk, das in der UdSSR entwickelt und in Großserie gefertigt wurde.
Das Triebwerk wurde aus dem Mikulin AM-5 entwickelt, indem der Verdichter neu konstruiert wurde. Es war das erste Strahltriebwerk, das vollständig in der UdSSR entwickelt wurde und Serienreife erreichte. 1953 bestand es seinen Abnahmelauf mit 25,5 kN (ohne Nachbrenner).
Bei der Serienausführung RD-9B handelt es sich um ein Strahltriebwerk mit einem neunstufigen Axialverdichter und einer Rohr-Ringbrennkammer mit zehn Brennrohren. Gegenüber dem Ausgangstriebwerk wurde ein Nachbrenner mit veränderlicher Schubdüse ergänzt. Die Turbine ist zweistufig ausgeführt und wird ebenfalls axial durchströmt. Diese Ausführung wurde ab 1955 in Serie gefertigt. Die Beschleunigungszeit aus dem Leerlauf bis zur Vollleistung betrug bis zu 17 s.

## RD-9-Ausführungen
- RD-9A und RD-9AK – Ausführungen ohne Nachbrenner für die Jakowlew Jak-25 und Jakowlew Jak-26
- RD-9AF-300 und RD-9AF2-300 – Ausführungen mit Nachbrenner für die Jakowlew Jak-27 und Jakowlew Jak-28
- RD-9B – Version mit Nachbrenner für die MiG-19
- RD-9BF-811 – weiterentwickelte Version für die MiG-19
- RD-9FK – Ausführung für den Marschflugkörper K-10S

Das RD-9B wurde auch im ersten Prototyp der 152/I V1 aus dem VEB Flugzeugwerke Dresden verwendet, in den späteren Mustern ersetzte man diese dann durch die eigens entwickelten Pirna 014.

## Technische Daten
- Startschub mit Nachbrenner: 31,87 kN
- Startschub ohne Nachbrenner: 25,5 kN
- Nominalschub: 21,08 kN
- Reiseschub: 16,87 kN
- Spezifischer Verbrauch
  - mit Nachbrenner: 1,6 kg/kph
  - bei Reiseleistung: 0,86 kg/kph
- max. Drehzahl: 11.150 min−1
- Turbineneintrittstemperatur: 860 °C
- Turbinenaustrittstemperatur: 680 °C
- Luftdurchsatz: 43 kg/s
- Kompression: 7,2:1
- Gewicht (trocken): 700 kg
- Durchmesser: 670 mm
- Länge: 5560 mm